# كيم صن إل
كيم صن إل (بالكورية 김선일) (سبتمبر 1970 – 22 يونيو, 2004) هو مترجم كوري جنوبي تم اختطافه وقتله بالعراق.